# Лівшиц Євген Соломонович
Женя Лівшиц, повне ім'я Євген Соломонович Лівшиц; *18 березня 1969, Москва, СРСР — радянський хлопчик-актор, відомий своєю роллю Чижикова-Рижикова у фільмі «Пригоди Електроніка» (1979).

## Життєпис
Народився у звичайній неакторській сім'ї. Його батьки хотіли, щоб він був зайнятий чимось корисним, і 1978 року хлопчик почав відвідувати Дитячу музичну школу № 100, яку відвідував до 1980 року. На зйомки він потрапив, як і багато, випадково. На початку вересня 1977 до нього в перший клас прийшла помічниця режисера, яка відібрала вподобаних їй хлопців на проби до фільму «Марка країни Гонделупи». Євген пройшов проби і наприкінці вересня поїхав на зйомки. Після цього його фото залишилися в акторській базі, і за ними його розшукав Костянтин Бромберг, щоб узяти на роль надуманого для фільму «Пригоди Електроніка» персонажа Чижикова, у якого все ніяк не можуть правильно вгадати прізвище. Фактично «Електронік» став його єдиною відомою кінороботою, оскільки наступні два фільми — короткометражка «Історія одного потиличника» та дитяча комедія «4:0 на користь Тетянки» (рос. «4:0 в пользу Танечки») — широкої популярності не отримали.
На відміну від багатьох дітей-акторів, що не відбулися, у яких кар'єра пішла на спад у міру їх дорослішання, кар'єра Євгена закінчилася тоді, коли він 1984 року одночасно вступив до музичного училища імені Жовтневої революції та до МДІМ, через що від запрошень у кіно довелося відмовлятися. Обидва заклади закінчив 1988 року, після чого вступив до Петрозаводської державної консерваторії ім. А. К. Глазунова, яку закінчив 1992 року.
З 1998 року живе і працює в Німеччині, де грає на ксилофоні, вібрафоні і марімбі в симфонічному оркестрі Дюссельдорфу. Одружений, має двох синів — Даніеля і Рубена. Чутки про можливе продовження «Електроніка» вважає вигадкою.